# Charles Gondouin
Charles Marius Duma Adolphe Gondouin  (Párizs, 1875. július 21. – Párizs, 1947. december 24.) olimpiai bajnok francia rögbijátékos és olimpiai ezüstérmes kötélhúzó.
Az 1900. évi nyári olimpiai játékokon rögbiben aranyérmes lett a francia válogatottal. Kötélhúzásban ezüstérmes lett egy Nemzetközi Csapat ellen, melyet svédek és dánok alkottak.